# Charles Edward Munroe
Pour les articles homonymes, voir Munroe.
Charles Edward Munroe (24 mai 1849 – 7 décembre 1938) est un chimiste américain, découvreur de l’effet Munroe.

## Biographie
Il effectua ses études à la Lawrence scientific school, faculté des sciences de l'université Harvard, dont il sortit diplômé en 1871. Il exerça comme assistant de chimie du lycée jusqu'en 1874, puis obtint un poste de professeur de chimie à l’Académie navale d'Annapolis dans le Maryland.  
En 1886, il fut recruté comme chimiste de la Naval Torpedo Station et du lycée militaire (War College) de Newport (Rhode Island) ; c’est à ce poste qu’en effectuant des recherches sur la nitrocellulose, il découvrit l'effet Munroe, qui est le principe des explosifs à charge creuse. De 1892 à 1899, Munroe dirigea le Département de Chimie et fut doyen de la Corcoran Scientific School de la Columbian University (devenue Université George Washington en 1904). Pendant cette même période il fut aussi doyen de la Faculté de 2e cycle et reçut de son université le doctorat honoris causa en 1894. En 1919, il était nommé doyen émérite de la School of Graduate Studies et professeur émérite de chimie. Il publia au cours de sa carrière plus de 100 livres sur les explosifs et la chimie. En 1900, l'Académie suédoise des Sciences l'invitait à participer au choix des  candidats au Prix Nobel de chimie. Il était en outre président de l’American Chemical Society en 1898 et fut consultant pour l’United States Geological Survey et l’United States Bureau of Mines.  

## Publications
- An Index to the Literature of Explosives (1886)
- Lectures on Chemistry and Explosives (1888)
- A Primer on Explosives for Coal Miners (1909, 1911)

## Source
- (en) Cet article est partiellement ou en totalité issu de l’article de Wikipédia en anglais intitulé « Charles Edward Munroe » (voir la liste des auteurs).